# Android Donut
Android 1.6 «Donut» — четвёртая версия мобильной операционной системы Android, выпущенная 18 сентября 2009 года. Среди наиболее заметных функций, появившихся в этом релизе: улучшен Android Market, добавлена поддержка CDMA смартфонов, VPN, поддержка дополнительных размеров экрана, статистика использования батареи и синтезатор речи.  
Были версии 1.6r1.2-1.6r1.5, изменения которых были незначительными. 

## История
После публичного релиза Android 1.6 компании медленно подхватили инициативу и начали предлагать его клиентам в виде беспроводного (OTA) обновления для совместимых смартфонов. В статистике за декабря 2009 доля на рынке в 54% была обусловлена новыми смартфонами.
В феврале 2012 доля на рынке устройств у Android 1.6 был 1%, что ознаменовало смерть этой системы.

## Изменения

### 1.6[6]
- Изменён дизайн и улучшена работа с магазином приложений Android Market[7].
- Добавлена окно быстрого поиска и обновлённа функция поиска, позволяющая вести поиск среди закладок, историй, контактов, а также в релевантные запросы в интернете[8].
- Переделан интерфейс в камере, для быстрого переключения с фото на видео и быстрый доступ к галерее. В галерее появилась возможность выделять сразу несколько объектов для удаления. Повышена скорость работы приложений поиска и камеры, по сравнению с предыдущей версией запуск камеры теперь происходит на 39% быстрее, а время от выполнения одного кадра до следующего сократилось на 28%[9].
- Добавлена поддержка CDMA[10].
- Обновлена панель VPN, добавлен 802.1x, а также добавлена совместимость[11]:
  - L2TP/IPSEC VPN на основе общего ключа или на основе сертификатов
  - L2TP VPN
  - PPTP VPN
- Добавлен синтезатор речи[12] и возможность установки других специальных возможностей[13].
- Поддержка разрешений WVGA.[14]
- Добавлен фреймворк жестов и инструмент GestureBuilder для разработчиков[15].
- Обновление медиа движка OpenCore[16].
- Обновлен API до версии 4[17].

### 1.6r1.1[18]
- Изменено разрешение на внешние накопители.

### 1.6r2[19]
- Исправлен баг с CDMA в номеронабирателе.
- Исправлен баг с TextView.

### 1.6r3[20]
- Небольшие изменения ANT Build System.